# Сині Води (місто)
Сині Води (Ябгу-Город, Торговиця) — середньовічне місто-фортеця, а також важливий торговий центр . Це місто відоме з часів Золотої Орди під назвами Ябгу-Город і Торговиця, було одним із основних форпостів Золотої Орди на західному кордоні. Крім того, місто було важливим торговим центром, оскільки лежало на перетині торговельних шляхів між Європою і Азією. Купці з багатьох країн бували в ті роки в Синіх Водах, крім того, в місті досить часто бували золотоординські хани. Існування золотоординського міста підтверджено археологічними розкопками. 
Приблизно в час битви під Синіми Водами місто було захоплене Великим князівством Литовським і перейменоване в Сині Води. Але стара назва Торговиця продовжувала діяти, особливо серед купців і простого люду. Місто зафіксоване на багатьох середньовічних мапах, і зустрічається на мапах аж до початку 17 століття, в цей час місто занепало. Але за рахунок вигідного географічного положення в середині 17 століття місто Торговиця відродилося, на короткий час ставши навіть у 1664—1676 роках центром Торговицького полку. Потім у роки руїни місто знову занепадає і перетворюється на село Торговиця, яке існує і в наші дні.